# KATN
KATN est une station de télévision américaine affilié au réseau ABC détenue par le groupe Vision Alaska et située à Fairbanks en Alaska sur le canal 2.

## Diffusion

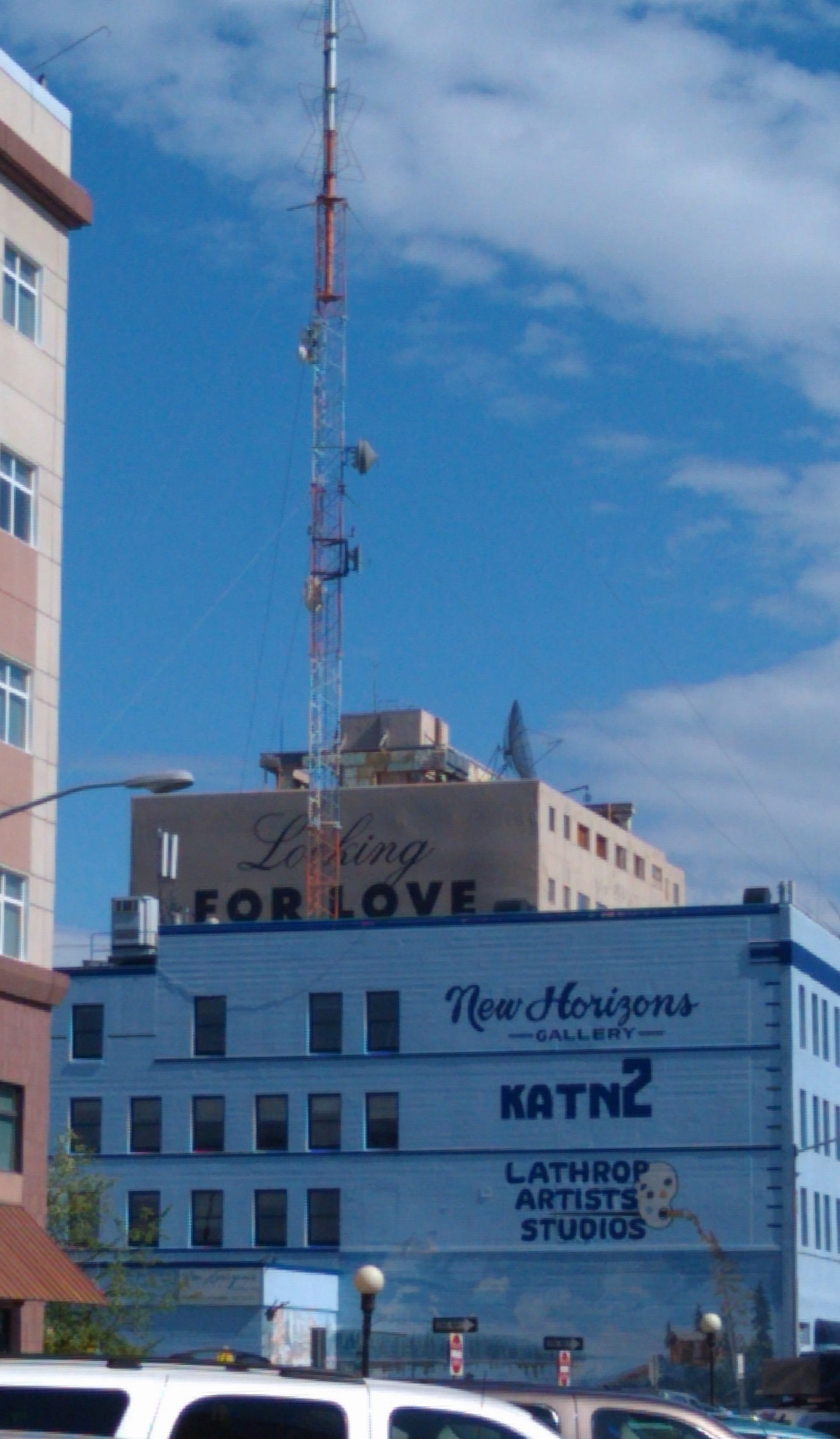

| Canal | Image | Format | Programme  |
| ----- | ----- | ------ | ---------- |
| 2.1   | 720p  | 16:9   | KATN / ABC |
| 2.2   | 720p  | 16:9   | Fox        |
| 2.3   | 480i  | 4:3    | The CW     |